# Eyüp-Sultan-Moschee

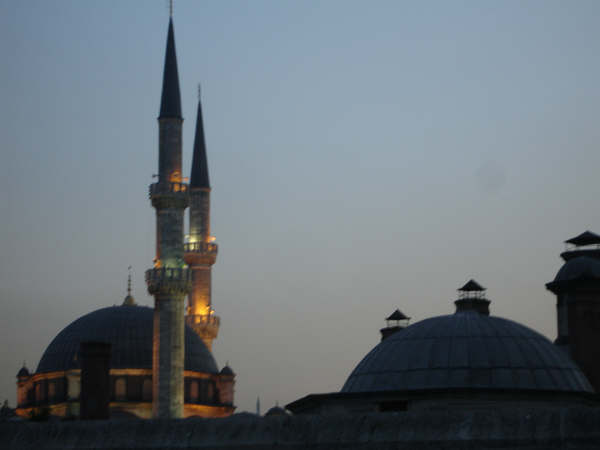
Die Eyüp-Sultan-Moschee bei Nacht

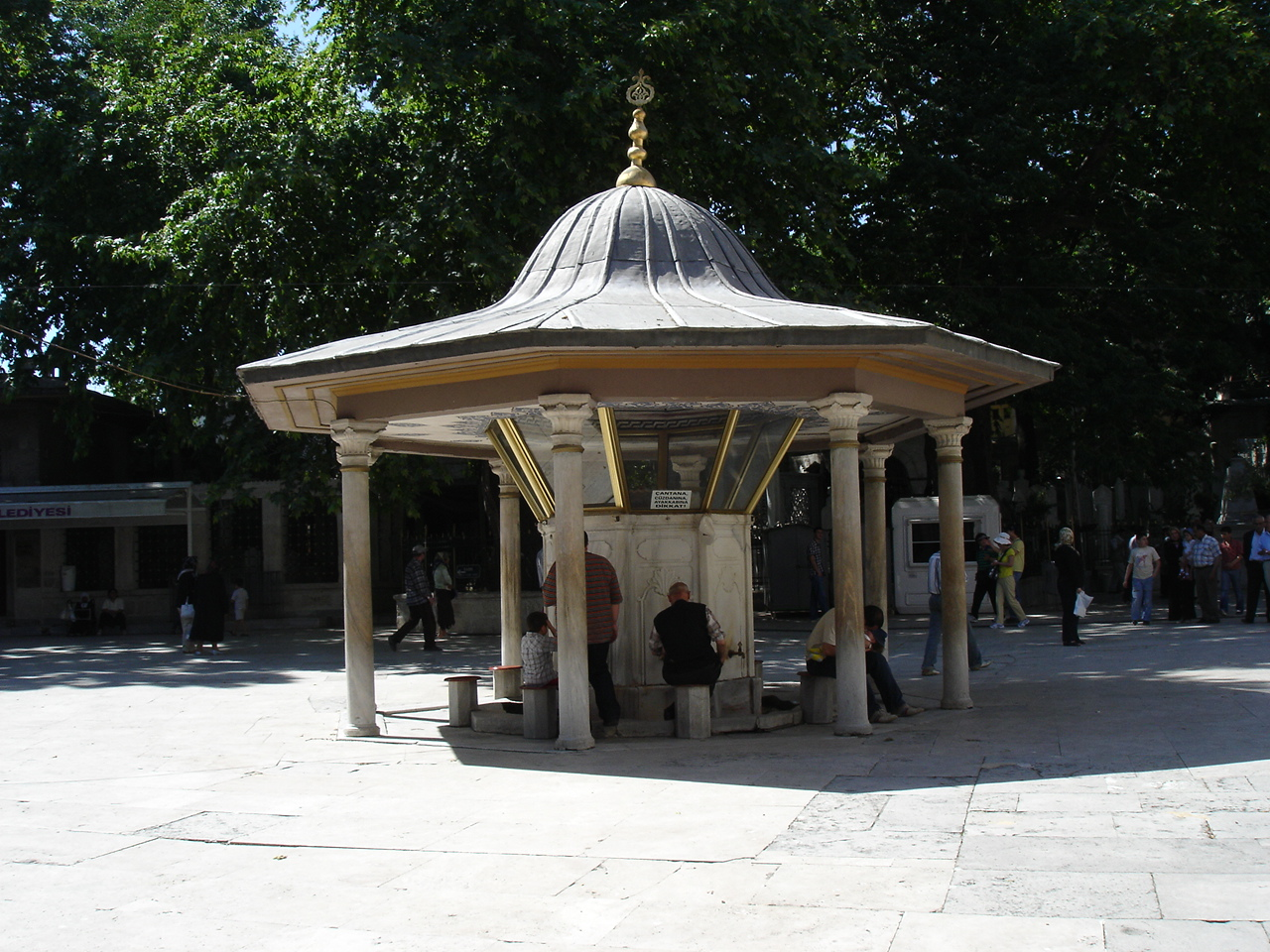
Şadırvan

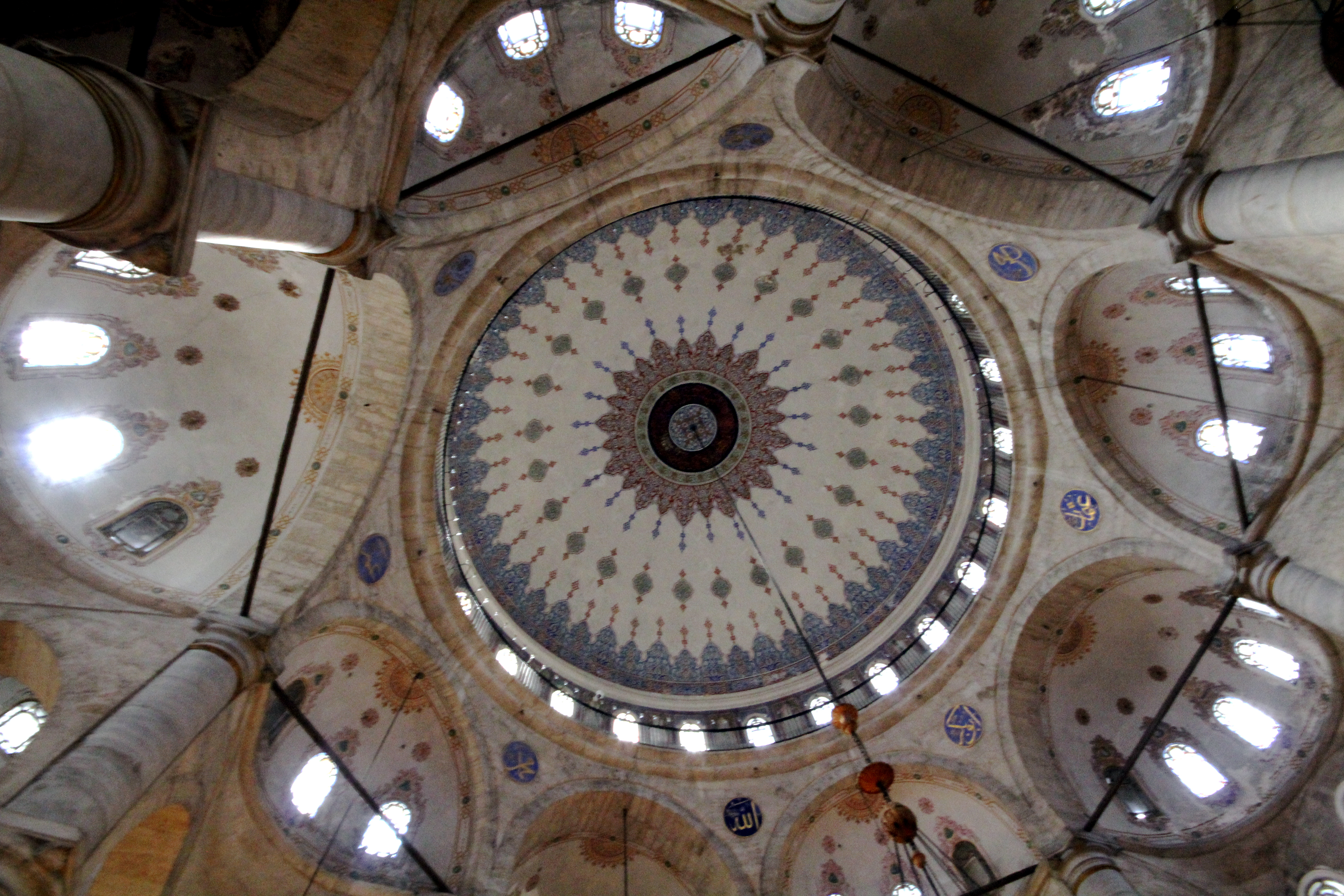
Die Hauptkuppel der Moschee

Die Eyüp-Sultan-Moschee (türkisch Eyüp Sultan Camii) befindet sich im Istanbuler Stadtteil Eyüp am nördlichen Ende des Goldenen Horns.

## Legende
Das Grab Abu Ayyub al-Ansaris (türkisch: Eyüp), eines Gefährten Mohammeds und dessen Fahnenträger, der vor den Mauern Konstantinopels während der ersten erfolglosen Belagerung der Stadt durch die Muslime (674–678) fiel, soll einer Legende zufolge kurz nach der osmanischen Eroberung wiedergefunden worden sein. Diese Grabstelle befindet sich heute in der Eyüp-Sultan-Moschee knapp außerhalb der antiken Stadtmauer und ist ein beliebtes Touristenziel vieler Muslime.

## Baugeschichte
Die erste Moschee an diesem Ort wurde von Sultan Mehmed II. fünf Jahre nach der Eroberung Konstantinopels im Jahr 1458 in Auftrag gegeben. Den im Hof befindlichen Şadırvan (Reinigungsbrunnen) ließ Großwesir İbrahim Pascha bauen. Da die Minarette nicht hoch genug waren, um die Mahya (traditionelle Beleuchtung im Ramadan) anzubringen, ließ Sultan Ahmed III. sie im Jahr 1723 einreißen und höhere bauen. Die Moschee wurde während des Erdbebens im Jahr 1766 schwer beschädigt. Daraufhin ließ Sultan Selim III. im Jahr 1798 die Moschee niederreißen, bis auf die Minarette, um eine neue Moschee zu bauen. Am 24. Oktober 1800 wurde die neue Moschee eröffnet. Uzun Hüseyin Ağa war der leitende Architekt der neuen Moschee.